# Zboj
Zboj (em húngaro: Harcos) é um município da Eslováquia, situado no distrito de Snina, na região de Prešov. Tem 50,54 km² de área e sua população em 2018 foi estimada em 297 habitantes.

## Demografia
| Ano:        | 1994 | 2004    | 2014    | 2024    |
| ----------- | ---- | ------- | ------- | ------- |
| Broj ljudi: | 584  | 451     | 349     | 257     |
| Razlika:    |      | -22,77% | -22,61% | -26,36% |

| Ano:               | 2023 | 2024   |
| ------------------ | ---- | ------ |
| Número de pessoas: | 261  | 257    |
| Diferença:         |      | -1,53% |